# Sankt Peter-Freienstein
Sankt Peter-Freienstein è un comune austriaco di 2 379 abitanti nel distretto di Leoben, in Stiria; ha lo status di comune mercato (Marktgemeinde).